# 村田安司
村田 安司（むらた やすじ、1896年1月24日 - 1966年11月22日）は、日本の先駆的なアニメーション作家である。

## 人物
横浜シネマ商会で働いていた村田は、山本早苗から切り抜きアニメーションの手法を習い、1927年のデビューからその名手となる。主に教育用にアニメーション作品を多く製作。脚本の青地忠三と撮影の上野行清とトリオをよく組んでいた。

## フィルモグラフィ
- 『猿蟹合戦』、横浜シネマ商会、1927年
- 『蛸の骨』、横浜シネマ商会、1927年
- 『漫画 花咲爺』、横浜シネマ商会、1928年
- 『文福茶釜』、横浜シネマ商会、1928年
- 『動物オリムピック大會（英語版）』、横浜シネマ商会、1928年
- 『漫画 蛙は蛙』、横浜シネマ商会、1929年
- 『太郎さんの汽車』、横浜シネマ商会、1929年
- 『瘤取り』、横浜シネマ商会、1929年
- 『二つの世界』、横浜シネマ商会、1929年
- 『チュウキチは歸った』、横浜シネマ商会、1929年
- 『スクリーンミユジック 國歌 君が代』、横浜シネマ商会、1930年
- 『漫画 おい等のスキー』、横浜シネマ商会、1930年
- 『おいらの野球』、横浜シネマ商会、1930年
- 『漫画 かうもり』、横浜シネマ商会、1930年
- 『漫画 猿正宗』、横浜シネマ商会、1930年
- 『タヌ吉のお話』、横浜シネマ商会、1931年
- 『驢馬』、横浜シネマ商会、1931年
- 『狼は狼だ』、横浜シネマ商会、1931年
- 『漫画レヴィユー 春』、横浜シネマ商会、1931年
- 『空の桃太郎』、横浜シネマ商会、1931年
- 『海の桃太郎』、横浜シネマ商会、1932年
- 『体育デー』、横浜シネマ商会、1932年
- 『漫画 豚平と猿吉』、横浜シネマ商会、1932年
- 『のらくろ二等兵 教練の巻 演習の巻』、横浜シネマ商会、1933年
- 『三公と蛸』、横浜シネマ商会、1933年
- 『ホームラン』、横浜シネマ商会、1933年
- 『いたづら狸』、横浜シネマ商会、1933年
- 『お猿の大漁』、横浜シネマ商会、1933年
- 『漫画 お猿の大漁』、横浜シネマ商会、1933年
- 『のらくろ伍長』、横浜シネマ商会、1934年
- 『月の宮の王女様』、横浜シネマ商会、1934年
- 『居酒屋の一夜』、横浜シネマ商会、1936年

## 註
1. ↑  ジャンナルベルト・ベンダッツィ「カートゥーン：アニメーション100年史」
2. ↑  もちづきのぶお「日本アニメーション史」